# Stenoleptura
Stenoleptura is een kevergeslacht uit de familie van de boktorren (Cerambycidae). De wetenschappelijke naam van het geslacht werd voor het eerst geldig gepubliceerd in 1935 door Gressitt.

## Soorten
Stenoleptura omvat de volgende soorten:
- Stenoleptura apoensis (Ohbayashi & Satô, 1974)
- Stenoleptura adelpha Holzschuh, 2011
- Stenoleptura flavovittata (Aurivillius, 1910)
- Stenoleptura fuscosignata Hayashi, 1977
- Stenoleptura hefferni Vives, 2001
- Stenoleptura inculta Holzschuh, 2011
- Stenoleptura kannegieteri (Aurivillius, 1925)
- Stenoleptura laudata Holzschuh, 2011
- Stenoleptura levicula Holzschuh, 2011
- Stenoleptura lineella Holzschuh, 2011
- Stenoleptura longitarsus Gressitt, 1935
- Stenoleptura malayana Hayashi, 1977
- Stenoleptura micropoda Holzschuh, 2011
- Stenoleptura nigromarginata Hayashi, 1979
- Stenoleptura palposa Holzschuh, 2011
- Stenoleptura producticollis Gressitt, 1935
- Stenoleptura rufoanticus Gressitt, 1935
- Stenoleptura sandakanus Gressitt, 1935